# 宋家庄站

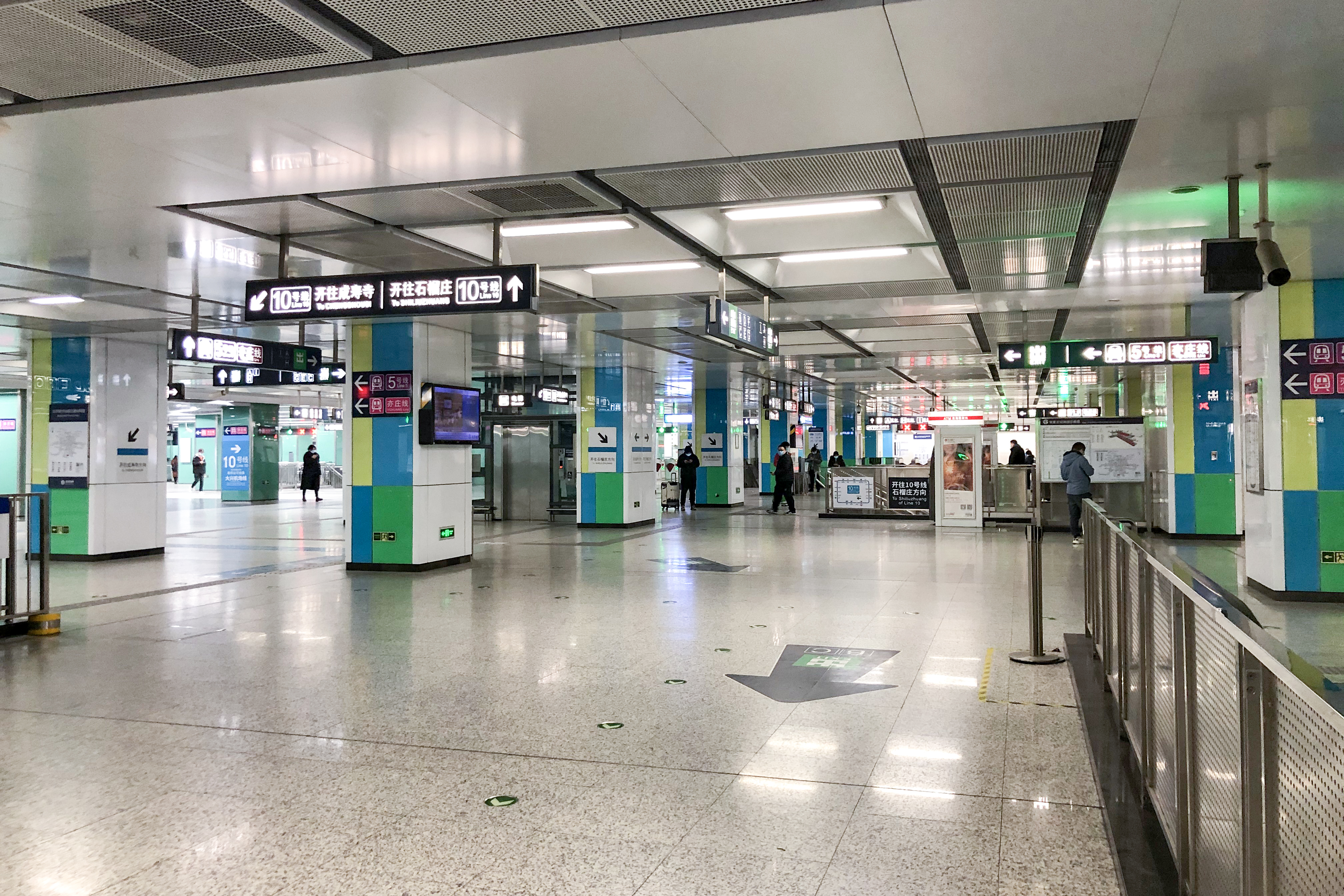
宋家庄站三线共用站厅层（2021年2月摄）

宋家庄站是一个位於中国北京市丰台区石榴庄街道石榴庄路、宋庄路交叉口，属于北京地铁5号线、10号线和亦庄线的地铁换乘站，是地铁5号线南端、亦庄线北端的起止站，并与10号线交汇。因所在地宋家庄村而得站名。
宋家庄站也是宋家庄公共交通综合换乘枢纽的组成部分。宋家庄站建成监控中心，可同时监控宋家庄、东直门、四惠、北京南站、西苑等5个交通枢纽。临近宋家庄站设有5号线、10号线和亦庄线共用的宋家庄停车场。
5号线车站随着5号线于2007年10月7日开通投入运营；亦庄线车站随着亦庄线于2010年12月30日开通投入运营；10号线车站随着10号线二期工程于2012年12月30日开通投入运营。随着10号线二期通车，宋家庄站成为继西直门、东直门之后北京地铁第三座三线换乘车站，同時也是首座三线在于同一層及不包含2号线及13号线的三线转车站。

## 位置及名称
宋家庄站位于宋庄路（南北走向）和石榴庄路（东西走向）交汇处。亦庄线车站在石榴庄路南侧，沿宋庄路南北向布置，与其北侧的5号线车站呈T形交叉，5号线、10号线车站在十字路口地下，两线均沿石榴庄路东西向布置，5号线车站偏南，10号线车站偏北，呈平行状。在亦庄线车站的站位（宋庄路）东侧是公交车枢纽站。由于宋家庄站规模较大，建设中将原来地下管线改移。
在修建地铁5号线之前，宋家庄村的知名度并不高，其名称源自清代咸丰年间一名宋姓庄稼人从山东逃荒至左安门外十里，因土地肥沃而开辟菜园，种植多种蔬菜，“宋家菜园子”由此得名，此后在此耕种的人逐渐增多，形成村落后称宋家庄。

## 结构

### 车站楼层及布置
宋家庄站为地下二层车站，地下一层为站厅层，地下二层为站台层。
5号线和10号线站台平行布置。5号线采用侧式站台，并为10号线预留了使用侧式站台同站台换乘的条件；10号线二期建设时，为了方便列车调度，将车站改为三条到发线，双岛一侧三线布置，中间轨道用于折返，两侧用于环状运营，为此车站规模扩大，侵入石榴庄路红线以北的用地内。原设计的10号线外环至5号线始发站台同台换乘未有實行。5号线东端站后设有交叉渡线，供列车进行折返或前往地铁停车场，亦庄线车站为站前折返，为大中华地区地铁少有的港湾式站台布局，中间上车两侧下车，；同时为了提高亦庄线折返效率，东侧轨道设计为曲线轨道，使得中间的岛式站台形成北侧（5号线一侧）宽16.4米、南侧宽12.8米的楔形。
宋家庄站地下一层三条线路的站厅层打通形成一个共用的整体站厅，可实现三线之间通过共用站厅相互换乘，5号线换乘亦庄线亦可通过港湾式站台尽头直接去往亦庄线站台。在车站站厅层，连接所有出入口的非付费区完全连通，呈反C形（亦庄线车站西侧没有非付费区域），环绕付费区域。此外，地下一层站厅层将与公交车枢纽站直接相连。
| 地面                | 出入口                                    | A-I出入口                                                         |
| 地下一层 站厅层     | 站厅                                      | 票务服务、自动售票机、自动取款机、一卡通充值 站内东厅一卡通退卡点 |
| 地下二层 站台层北部 |                                           | 1 站台 █ 10号线内环（石榴庄）                                     |
| 地下二层 站台层北部 | 岛式站台，左側開門                        |                                                                   |
| 地下二层 站台层北部 | 3 站台                                    | █ 10号线终点站台/出库/回库                                        |
| 地下二层 站台层北部 | 4 站台                                    | █ 10号线终点站台/出库/回库                                        |
| 地下二层 站台层北部 | 岛式站台，左/右側開門                     |                                                                   |
| 地下二层 站台层北部 | 2 站台 █ 10号线外环（成寿寺）             |                                                                   |
| 地下二层 站台层北部 | 岛式站台，右側開門，10号线右侧不开门      |                                                                   |
| 地下二层 站台层北部 | █ 5号线往天通苑北（刘家窑）               |                                                                   |
| 地下二层 站台层北部 | █ 5号线终点站 落客站台                    |                                                                   |
| 地下二层 站台层北部 | 侧式站台，右側開门                        |                                                                   |
| 地下二层 站台层南部 | 港湾式站台，左側開門，僅供下車使用        | 港湾式站台，左側開門，僅供下車使用                                |
| 地下二层 站台层南部 | █ 亦庄线往荣昌东街（肖村） （高峰期使用） |                                                                   |
| 地下二层 站台层南部 | 港湾式站台，左/右側開門，僅供上車使用     |                                                                   |
| 地下二层 站台层南部 | █ 亦庄线往亦庄火车站（肖村）              |                                                                   |
| 地下二层 站台层南部 | 港湾式站台，右側開門，僅供下車使用        |                                                                   |

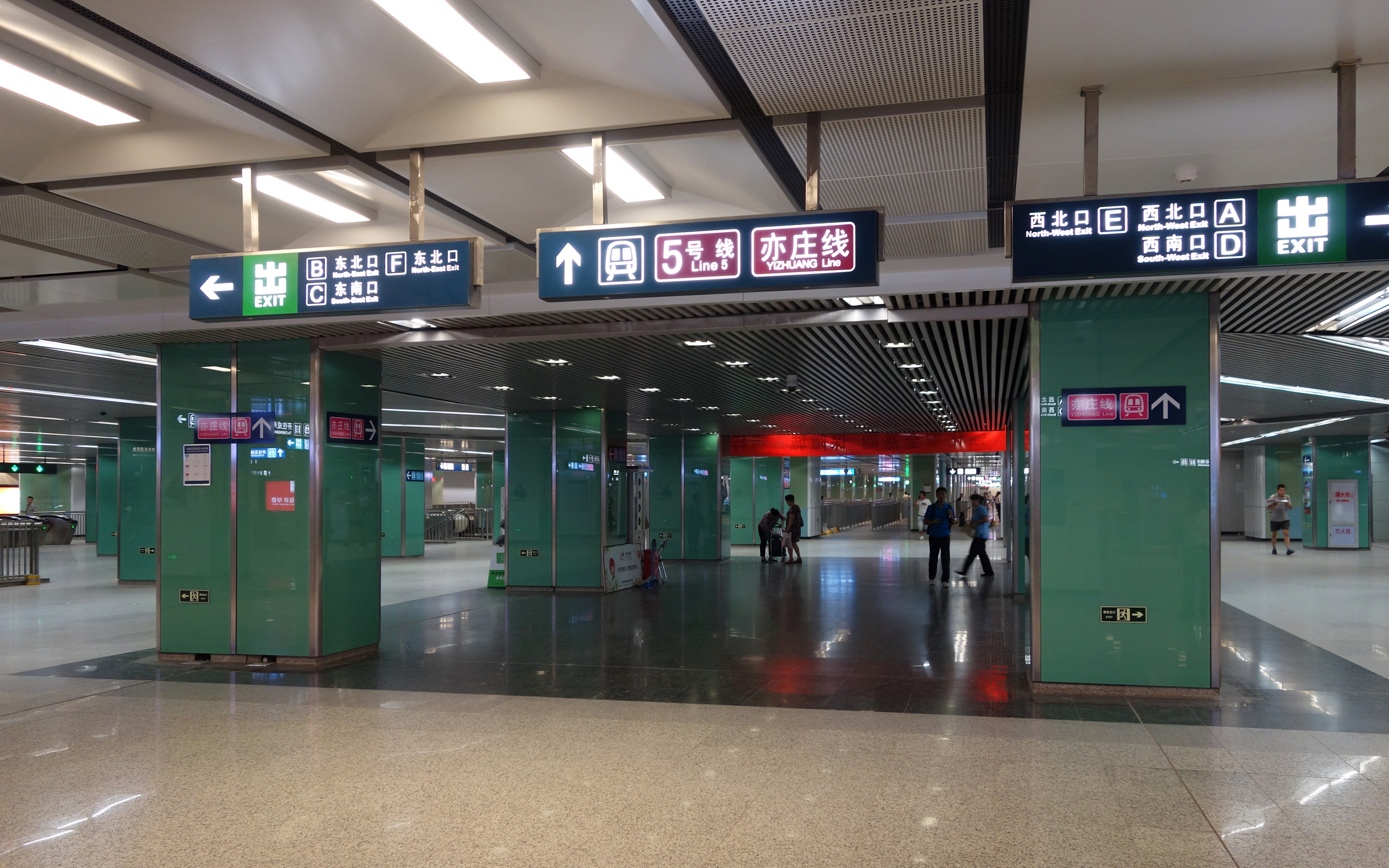
宋家庄站站厅层（2013年7月摄）
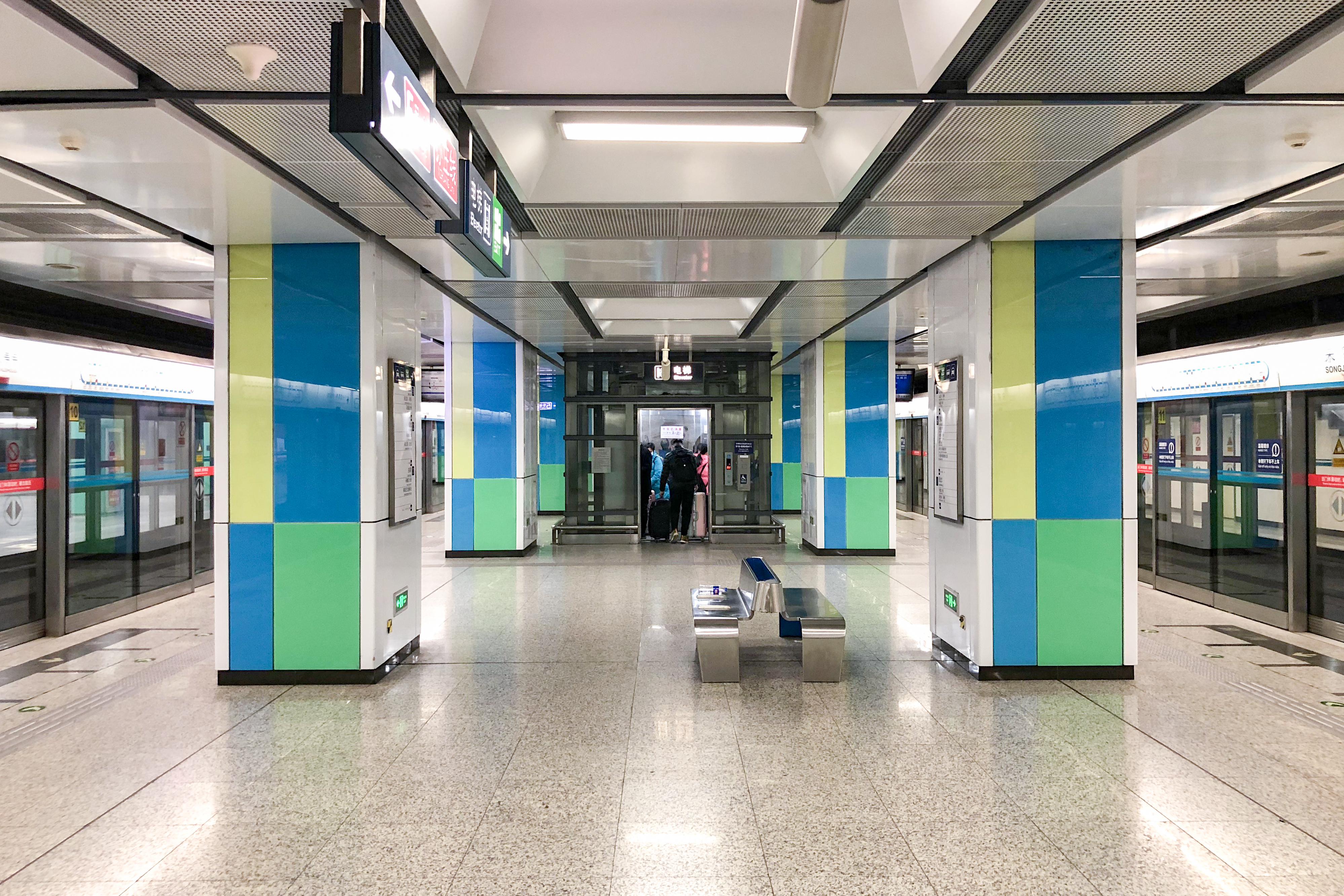
10号线外环方向岛式站台（2021年2月摄）
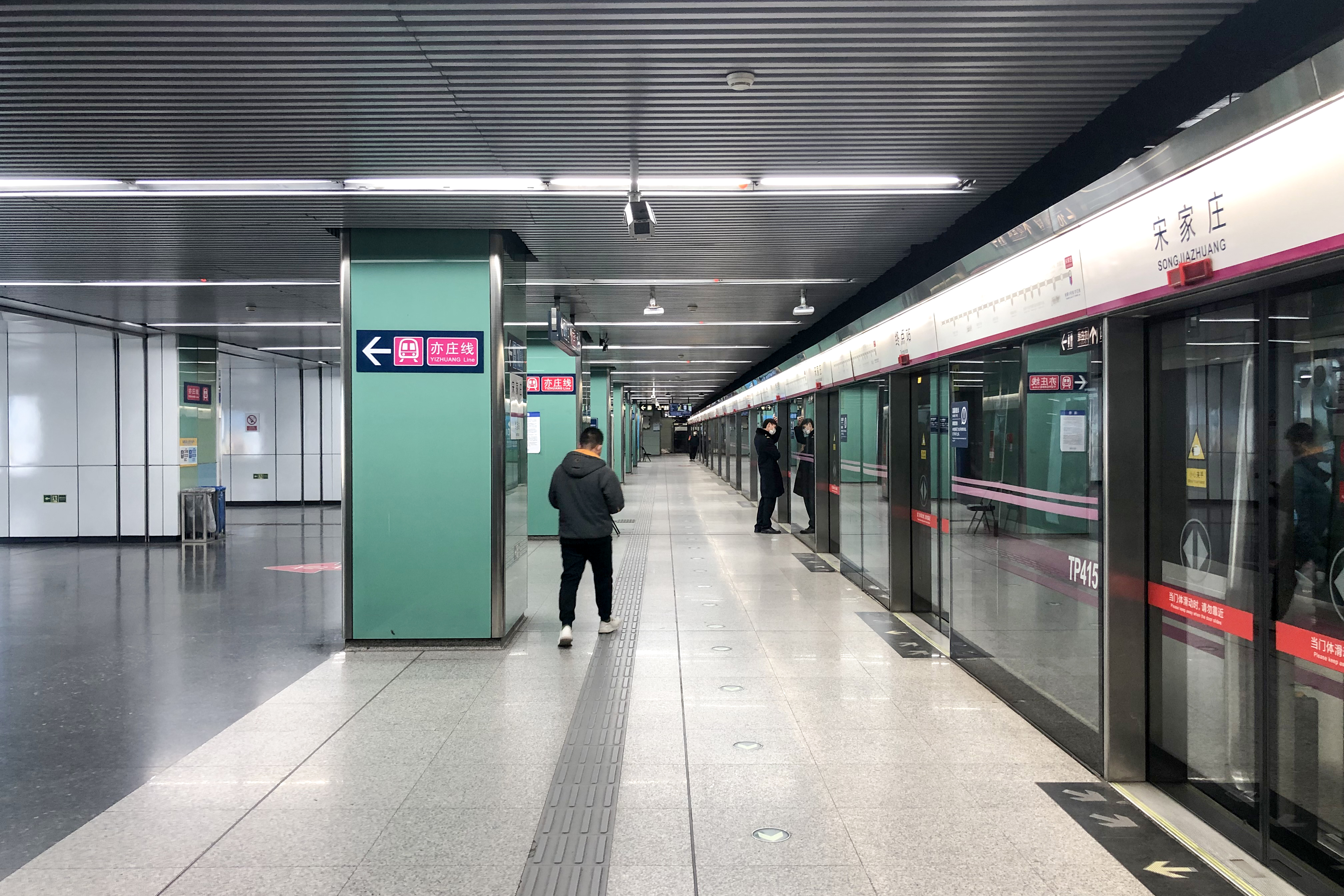
5号线下客站台与亦庄线上客站台相接（2021年12月摄）
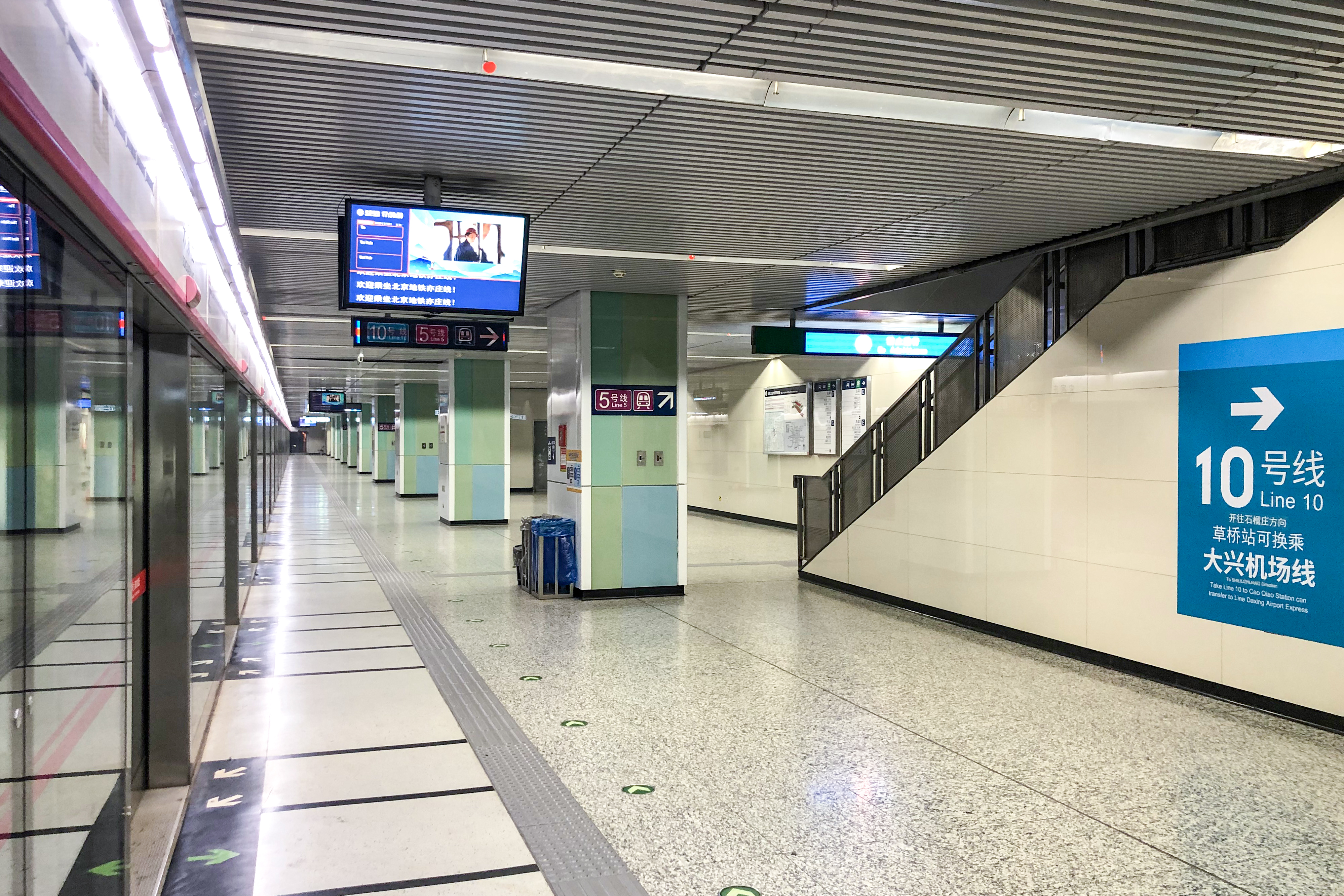
亦庄线落客站台（2021年3月摄）

## 出入口
宋家庄站有9个出入口：A、I（西北）、B、C（东北）D、E（东）、F（东南）、G（西南）、H（西）。G口有供残障人士使用的盲道、直升电梯等无障碍设施。
|                       |                    |                                                    |      |                |
|                       |                    |                                                    |      |                |
|                       |                    |                                                    |      |                |
| 编号                  | 指示               | 建议前往的目的地                                   | 图片 | 无障碍设施图片 |
| 连通 5号线 10号线站厅 |                    |                                                    |      |                |
| 出口 · A              | 宋庄路（西侧）     | 首开·福茂                                          |      | 不適用         |
| 出口 · B              | 宋庄路（东侧）     |                                                    |      | 不適用         |
| 出口 · C              | 石榴庄大街（北侧） | 政馨园一区、政馨园二区                             |      | 不適用         |
| 连通 亦庄线站厅       |                    |                                                    |      |                |
| 出口 · D              | 石榴庄大街（南侧） | 政馨园一区、政馨园二区、宋家庄交通枢纽             |      | 不適用         |
| 出口 · E              | 宋庄路（东侧）     | 石榴庄大街、政馨园二区、政馨园三区、宋家庄交通枢纽 |      | 不適用         |
| 出口 · F              | 宋庄路（东侧）     | 政馨园三区                                         |      | 不適用         |
| 出口 · G · 升降机标志 | 宋庄路（西侧）     | 南顶路、鑫兆雅园、石榴庄小区                       |      |                |
| 出口 · H              | 石榴庄大街（南侧） |                                                    |      | 不適用         |
| 连通 5号线 10号线站厅 |                    |                                                    |      |                |
| 出口 · I              | 石榴庄大街（北侧） |                                                    |      | 不適用         |
| 註： 設有             |                    |                                                    |      |                |

## 10号线区间车
北京地铁10号线二期工程开通运营初期实行大小交路“套跑”，区间列车运行为宋家庄站至车道沟站之间。在10号线宋家庄站中间站台发送宋家庄站 - 劲松站 - 车道沟站的区间车，发送时间为周一至周五的7:45至9:50。其中有三分之一从宋家庄站首发的区间车，其在成寿寺站、分钟寺站、十里河站和潘家园站通过不停车，以缓解早高峰时劲松站的压力。2013年5月5日10号线全线贯通运营之初，发车间隔缩短至2分15秒，取消之前运行的成寿寺、分钟寺、十里河、潘家园等四站甩站不停车的“大站快车”模式。2013年10月25日起10号线取消小交路区间车。
北京地铁10号线在2020疫情运营时期再次实行大小交路套跑，工作日每早在外环发送到车道沟站（五路停车场）的区间车。